# Blanktjärnen (Färila socken, Hälsingland, 687631-146985)
Blanktjärnen är en sjö i Ljusdals kommun i Hälsingland och ingår i Ljusnans huvudavrinningsområde. Sjön har en area på 0,0642 kvadratkilometer och ligger 236 meter över havet.

## Delavrinningsområde
Blanktjärnen ingår i det delavrinningsområde (687703-146953) som SMHI kallar för Utloppet av Flarken. Medelhöjden är 251 meter över havet och ytan är 5,75 kvadratkilometer. Räknas de 6 avrinningsområdena uppströms in blir den ackumulerade arean 54,44 kvadratkilometer. Kårån som avvattnar avrinningsområdet har biflödesordning 2, vilket innebär att vattnet flödar genom totalt 2 vattendrag innan det når havet efter 178 kilometer. Avrinningsområdet består mestadels av skog (80 procent). Avrinningsområdet har 0,54 kvadratkilometer vattenytor vilket ger det en sjöprocent på 9,4 procent.